# Ballyhannon Castle
Ballyhannon Castle ist eine Niederungsburg in der Nähe des Dorfes Quin im irischen County Clare. Die Burg aus dem 15. Jahrhundert ist vollkommen intakt und als National Monument gelistet.
Die Burg von Ballyhannon, vermutlich wegen ihrer Nähe zum Fluss Fergus, auch Castlefergus (irisch Caisleán an Fhorghais) genannt, ist ein Tower House mit einer im County Clare unüblichen Raumaufteilung. Die Burg liegt im Townland Castlefergus beim Latoon Creek, einem Nebenfluss des Fergus.
Die Townlands von Ballyhannan (irisch Béal Átha Sheanáin, „Mündung der Furt des Seanán“, Nord und Süd, irisch  Thuaidh bzw. Theas) liegen nordöstlich der Burg. Dort hat sich die ältere Schreibweise des Namens erhalten.
Robert Twigge beschrieb die Burg Anfang der 1900er-Jahre folgendermaßen:

„Die Burg steht auf einem niedrigen Felsen, der nach Westen abgeböscht ist, und hat keine Außenwerke. (Die 1675 beschriebene Einfriedung war damals bereits wieder entfernt.) Der perfekte Turm, 33'6" x 24' groß, befindet sich in exzellentem Erhaltungszustand, da er im letzten Jahrhundert bewohnt war. Die Spitzbogentüre auf der Südseite wird durch eine Schießscharte zur Linken und eine Meurtrière von oben geschützt. Das Treppenhaus windet sich in der Südwestecke nach oben und auf der 14. Treppenstufe ist ein langer Korridor mit zwei Fenstern auf der Westseite erreicht. Am nördlichen Ende führt eine Wendeltreppe mit 72 Stufen nach oben. Auf der 12. Stufe über dem Korridor erreicht man eine weitere Passage durch die Nordmauer. Fünf gebogene Stufen am Südende des Westkorridors führen zu einer gleichartigen Passage entlang der Südmauer über der Vorhalle und Lodge. In der Südwestecke ist ein hübsches Dreipassfenster mit zwei Scheiben und in der Südostecke ein Aborterker. Wenn man die Treppe weiter nach oben steigt, erreicht man weitere Korridore über den unteren auf der West- und Südseite. Unter dem Steingewölbe, das das Dach bildet, gibt es vier Lagerräume. Der Keller hat sehr tiefe Nischen unter dem Korridor und die beiden auf der Nordseite haben einen schmalen, ausgekehlten Schirm dazwischen. Ein offener Kamin trägt die Jahreszahl 1576, aber dies war natürlich ein späterer Einbau in das Gebäude.“

## Geschichte
Das Tower House wurde um 1490 für Aodh (Hugh) und vermutlich auch Síoda, Söhne von Donnchadh Mac Conmara (anglis. MacNamara), errichtet. Dieser Zeitabschnitt wurde vom bekannten Antiquar Thomas Johnson Westrupp wegen des hohen Baustandards der damaligen Maurer als das „goldene Zeitalter des Burgenbaus in Thomond“ bezeichnet. Obwohl Ballyhannon Castle viele Jahrhunderte lang die Heimstatt der MacNamaras war, gibt es in seiner Geschichte auch Hinweise auf die O’Briens (Ó Briain), auf deren Land sie stand. So gewährte z. B. Königin Elisabeth I. Conor O’Brien (ca. 1534–1581), dem Earl of Thomond aus Ballyhannon Castle und verschiedenen anderen Burgen, die vorher Donnell O’Brien gehört hatten, im Jahre 1560, „diese im Familienfideikommiss durch Leistung eines Ritterdienstes“ zu halten, was bedeutete, dass die Anwesen an seine männlichen Erben fallen würden, die der Königin zum Militärdienst verpflichtet wären. Laut den Burgenlosten der Grafschaft für die Jahre 1570 und 1574 gehörte Ballyhannon Castle Covea Riogh MacNamara, dem Sohn von Mahon MacNamara. Einige Transkriptionen dieser Listen geben an, dass die Burg William Neylon gehört habe. Dies beruht auf einem Fehler in der Übertragung der Spalten von den Listen des Originalmanuskripts.
Ein offener Kamin mit der Inschrift „H. T. E. 1576“ wurde von Westrupp und Twigge in den 1890er-Jahren in der Burg verzeichnet. Dies war einer der frühesten, datierten, offenen Kamine in der Grafschaft, aber man findet ihn heute nicht mehr in der Burg. 1586 begnadigte Königin Elisabeth I. Hugh, den Sohn von Covea MacNamara aus Ballyhannon Castle, der rebelliert hatte. Er musste Sicherheiten für sein künftiges gutes Benehmen leisten und den örtlichen Gerichten Rede und Antwort stehen. In einem Vertrag aus dem Jahre 1626 zwischen Henry O’Brien, 5. Earl of Thomond, und Robert Hawksworth wurde festgelegt, dass letzterer Ballyhannon Castle mit einem Stück Land für £ 4 pachtete. Vermutlich war Hawksworth einer der vielen protestantischen Siedler aus England, die die O’Briens in dieser Zeit in die Grafschaft brachten. Die Ansiedlung von englischen Protestanten auf dem Land der dort geborenen irischen Katholiken beförderte die Rebellion von 1641 und es gibt viele Aufzeichnungen über Iren, die die Siedler beraubten und sie von ihrem neu erworbenen Land und ihren Anwesen vertrieben. Die MacNamaras von Ballyhannon Castle handelten nicht anders als die anderen vertriebenen Iren. John Smith aus Latoon beklagte sich über seine Verluste, die sich „auf £ 1354 beliefen, einschließlich seiner Pacht auf Lebenszeit von Latoon und den Auslagen für Gebäude und Seedeiche“. Er beschwerte sich, dass Oliver Dalahoyde aus Fomerla Castle in Tulla „in der Nacht des 15. Januar 1642 mit 50 Leuten gekommen sei und ihm einen Teil seiner Güter weggenommen habe. Das Werk der Zerstörung sei anschließend von den MacNamaras aus Ballyhannon [und anderen] zu Ende geführt worden.“ Den meisten irischen Landbesitzern, die an der Rebellion teilnahmen, nahm man später ihre Ländereien. Unter denen, die ihre Besitzungen durch die Rebellion verwirkt hatten, war auch Mahone MacNamara aus Ballyhannon Castle. Sein Eigentum wurde Pierce Creagh – einem protestantischen Siedler – überantwortet, und an Barnabas O’Brien, 6. Earl of Thomond. Nach der Rebellion versuchte Oliver Cromwell in seinem Feldzug die Unterjochung der Iren zu vollenden, und viele ihrer Burgen wurden von den Streitkräften Cromwells geschleift, um sie ihrer Verteidigungskraft zu berauben. Ballyhannon Castle scheint dieser Zerstörung entgangen zu sein, und eine Skizze der Burg von 1675, die im Edenvale Survey überliefert ist, zeigt sie mit Dach und in gutem Zustand. Die Burg scheint damals von einer Einfriedungsmauer mit Tor und Schießschartenfenstern umgeben gewesen zu sein. Als der katholische König Jakob II. 1685 den englischen Thron bestieg, verbesserte sich das Schicksal der irischen Bevölkerung eine Zeitlang. Ballyhannon Castle war eine der Burgen, die von Sir Daniel O’Brien, 3. Viscount Clare, als geeignet als Gefängnis für protestantische Siedler erachtet wurden, die nun enteignet wurden. Ein Brief aus dem Jahr 1689, der die Vorgänge in dieser Zeit beschreibt, ist interessant: „Nimm jeden von ihnen, die junge Männer sind, und lass die Gemeinen ins Gefängnis werfen und den Rest streng bewachen, oder wirf sie – noch besser – in eine feste Burg, die ein Tor hat, das von außen versperrt werden kann, so wie Ballyhannon.“ Pierce Creagh, der nach der Rebellion einen Teil der Besitzungen der MacNamaras in Ballyhannon erhalten hatte, wurde in dem oben erwähnten Brief von Sir Daniel O’Brien als einer der zu Inhaftierenden benannt. Die Burg wurde auch 1690 erwähnt, als Thomas Hickman, der während eines anderen Aufflammens des Konflikts in Angst gelebt haben zu scheint, Sir Donough O’Brien bat, einige seiner Habseligkeiten von Ballyhannon Castle zu holen und sein anderes Eigentum an einem sicheren Platz aufzubewahren, da er befürchtete, die Burg werde bald mit einer Garnison belegt.
Die Burg taucht auf Henry Pelhams „Grand-Jury“-Landkarte von 1787 unter dem Namen „Ballyhannon“ und „Castlefergus“ auf; dort wird die Burg erstmals mit dem letztgenannten Namen belegt. Hely Dutton bezeichnete die Burg 1808 als „Fergus – bewohnt und kürzlich weiß gestrichen“. Es gibt auch einige Verbindungen zur Familie Blood, aber diese beziehen sich hauptsächlich auf Castlefergus House, das sich westlich der Burg befand und heute abgerissen ist. Charlotte Blood, Tochter von William Blood, der in seinem Haus in Applevale bei Corofin ermordet wurde, heiratete 1831 ihren Vetter Matthew Henry Blood, M. D., aus Castlefergus. Westropp erwähnte 1917 einige eigenartige Siedlungsspuren in den Feldern von Castlefergus, vermutlich die Überreste eines Ráths und anderer Siedlungen aus der frühen Bronzezeit. Samuel Lewis nannte 1837 Castlefergus „die schöne, neue Wohnstatt“ von „William Smith Blood, Esq.“. Er fügte hinzu: „anschließend an die Überreste eines alten Gebäudes“, und er teilte uns mit, dass zu dieser Zeit die Burg unbewohnt war, vermutlich erstmals seit 350 Jahren. 1858 war die Burg efeuüberwuchert und wurde als „ein schöner, grün bemantelter Turm“ auf dem Grundstück von Castlefergus House beschrieben.
Die US-amerikanische Millionärin und Ölerbin Elizabeth Phillips und ihr Gatte Henry D. Irwin, die die Burg „Ballyhannan Castle“ nannten, ließen das Gebäude 1970 zu altem Glanz restaurieren. Heute wird es an reiche Touristen als entlegenes Feriendomizil vermietet. Während Filmaufnahmen in der Gegend wohnten dort auch verschiedene US-amerikanische Rock- und Filmstars.